# Macharajanahalli, Pavagada
Macharajanahalli là một làng thuộc tehsil Pavagada, huyện Tumkur, bang Karnataka, Ấn Độ.